# Émile Étienne Guimet
Émile Étienne Guimet  (Lyon, 2 de junio de 1836 - Fleurieu-sur-Saône, 12 de octubre de 1918) fue un industrial y coleccionista de obras de arte. Se quedó fascinado por las civilizaciones que estudió durante sus largos viajes. Sus colecciones de Asia han gestado el Museo Guimet

## Datos biográficos
Jean Baptiste Guimet, el padre de Émile Guimet, fue el inventor del azul marino artificial (llamado "azul Guimet" ), su madre era pintora, e inicia a Émile en la práctica artística, en los principios de la cerámica, pintura y escultura. Más tarde, dirige un coro, componiendo algunas piezas musicales y funda una sociedad coral en Neuville-sur-Saône.
En 1860, Emile se hizo cargo del negocio de su padre. Desarrolló la planta que había creado para Fleurieu-sur-Saône, en los suburbios de Lyon: ampliación de los edificios, construcción de nuevos hornos, creación de una parada en la línea de ferrocarril y un pontón adyacentes en el Saona, ... En 1878, el año de la Expo, la fábrica emplea a 150 trabajadores y produce 1000 toneladas para el extranjero.
Emile también hereda la presidencia hasta su muerte de la empresa Merle Henry et Company, que  fundada anteriormente con el capital familiar, y de la que surjirá  Pechiney. El próspero negocio se convierte en una sociedad anónima en 1895, con un exitoso desarrollo posterior.
Junto con sus actividades industriales, funda la empresa de Viajes Emile Guimet. La primera ocasión de 1865-1866, va a Egipto, destino de moda. De allí trajo muchos objetos. Para él, son todo un estímulo para comprender las civilizaciones: «Sentí que estos objetos que iba obteniendo permanecían en silencio y sin embargo tenían cosas que decirme, pero yo no sabía cuestionarles. Empecé a leer a Champollion, Chabás, de Rouge, los pocos libros sobre egiptología que se habían publicado en ese momento. Entonces me presenté ante la gran historia de Egipto, con su credo complicado, intensa religión, la filosofía de grandeza, sus supersticiones menores, su moralidad pura. Las comparaciones con otras civilizaciones arcaicas fue necesaria. Tenía que volver los ojos hacia la India, los caldeos, la China.»
En 1876-1877, recorrió el mundo con el pintor Felix Regamey. Visitó la Exposición Universal de Filadelfia. Pasó algún tiempo en Japón, que le marca especialmente. 
Guimet quiere crear un espacio para exhibir sus objetos de arte. Debe ser, en sus propias palabras, una «usine scientifique » (fábrica científica) El Museo de Historia Natural - Guimet abre así en Lyon en 1879. A pesar del éxito de su museo, queda decepcionado por el trato que le da el municipio y procede a la donación de sus colecciones para el Estado en 1884. En 1888 un nuevo museo se abre a continuación. El Museo Guimet de París , es un gran éxito.
Guimet es el cofundador de la Sociedad Franco-Japonesa de París de la que es vicepresidente en 1900, con Louis-Emile Bertin (1840-1924), presidente, con sede en el Palacio del Louvre, Pavillon de Marsan, 107 Rue de Rivoli, París (I), la Secretaría General se encuentra a 24 rue Creuze (XVI), la biblioteca: la Casa del Japón, Universidad de la Ciudad, 3 y 5, boulevard Jourdan (XIV), Tesorería: 33 rue Cambon (I).

## Descendencia
Jean Guimet, (1880 - 1920), único hijo de Émile, hereda el negocio de la familia, las fábricas establecidas en el extranjero en 1940, Guimet azul tiene 140 empleados en todo el mundo. Su nieto Jacques Émile Guimet (27 de abril de 1908 - 23 de octubre de 1989), hijo único  de Jean , después de la Segunda Guerra Mundial se hizo cargo de la compañía , que debe ceder a la competencia de Inglaterra en 1967. Será él el que cree una zona de creación artesanal en parte de la fábrica de Fleurieu. 

## Noticias
El Museo Guimet de Lyon se cerró en julio de 2007, sus colecciones están siendo transferidas hacia el futuro "Musée des Confluences".

## Obras de Emile Guimet
- Croquis égyptiens : Journal d'un touriste (Croquis de Egipto: diario de un turista), París, 1867.

- Bonjour Kanagawa (Hola Kanagawa) ilustraciones de Félix Régamey París, 1876 ; trad.  japonés, Tokio, 1977.

- Lettres sur l'Algérie - Notas sobre Argelia (1877)

- Rapport au Ministre de l'Instruction Publique et des Beaux-Arts sur la mission scientifique de M. Émile Guimet dans l'Extrême-Orient , Informe del Ministro de Instrucción Pública y Bellas Artes, en la misión científica de M. Emile Guimet, en el Lejano Oriente  Lyon, 1878.

- Promenades japonaises - Paseos japoneses, ilustraciones de Félix Régamey, 2 vols, París, 1878–80), trad. japonés, Tokio, 1982

- Le Jubilé du musée Guimet: 25 e anniversaire de sa fondation, 1879–1904 - El Jubileo del Museo Guimet: 25 º aniversario de su fundación, 1879-1904, París, 1904.

- Cinquantenaire : 1 er janvier 1860–1 er janvier 1910 - Cincuentenario 1 de enero de 1860-1 de enero de 1910 (París, 1910)

- Tai-Tsoung , opéra en cinq actes - Tai-Tsung, ópera en cinco actos (1894) basada en la vida de Tai-Tsung